# موسیقی در لبنان

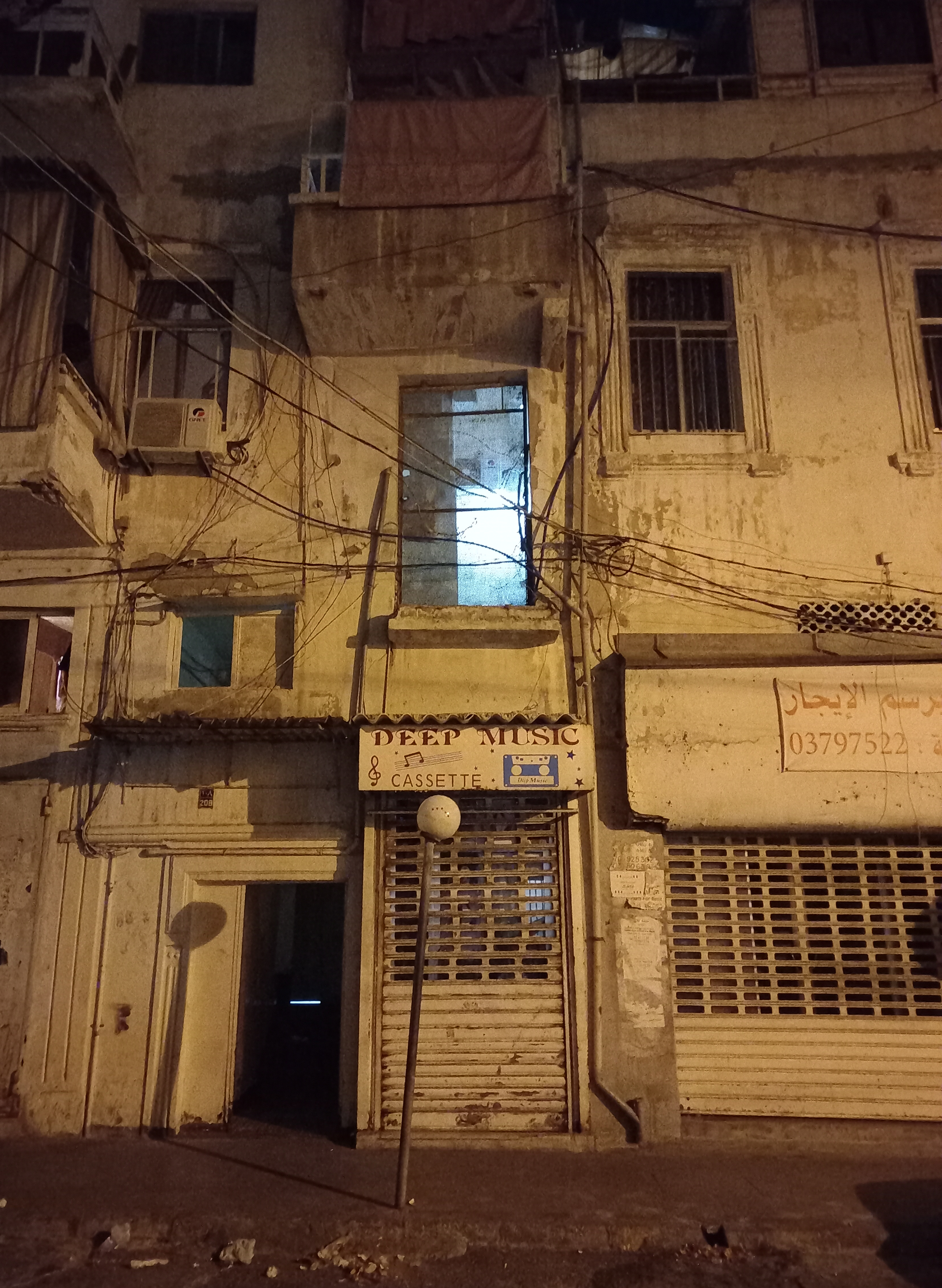
ساختمانی مربوط به موسیقی در لبنان

موسیقی لبنان سابقه طولانی دارد. بیروت، پایتخت لبنان، به ویژه در دوره ای بلافاصله پس از جنگ جهانی دوم، به هنر و روشنفکری مشهور است. در این دوره چندین خواننده از جمله فیروز، صباح، ودیع الصافی، نصری شمس الدین، ملحم برکات، ماجده الرومی، احمد کعبور، مارسل خلیفه (خواننده فعال موسیقی و نوازنده عود) و زیاد رهبانی، که علاوه بر اینکه خواننده، ترانه‌نویس و آهنگساز موسیقی بود، همچنین نمایشنامه‌نویس هم بود، ظهور کردند. رسانه‌ها از لیدیا کنعان به عنوان اولین ستاره راک خاورمیانه استقبال کرده‌اند.
در طول جنگ داخلی پانزده ساله، بیشتر ستارگان موسیقی لبنان به قاهره یا پاریس نقل مکان کردند و فضای موسیقی در بیروت پس از سال ۱۹۹۲ دوباره و در پی بازگشت آنها احیا شد. از ستارگان نوین پاپ می‌توان به نجوی کرم، دیانا حداد، نوال الزغبی، الیسا، راغب علامه، ولید توفیچ، وائل کفوری، فارس کرم، امل حجازی، نانسی عجرم، ملهم زین، فاضل شاکر، عاصی الحلانی، میریام فارس و یارا اشاره کرد.
در جشن موسیقی سالانه، که در اواخر ژوئن برگزار می‌شود، کل کشور برای برگزاری کنسرت‌های زیرزمینی یا سازمان یافته و خودجوش بیرون می‌آیند.

## تأثیر موسیقی همه‌پسند جهانی در لبنان
راک در لبنان بسیار محبوب است. در طول جنگ داخلی لبنان، راک، هارد راک و هوی متال بسیار محبوب بودند. گروه‌هایی مانند دیپ پرپل، بلک سبث، لد زپلین، رولینگ استون، ایرون میدن و اسکورپیونز بسیار محبوب بودند. در سال ۱۹۷۸، رولینگ استونز در پی اجرای کنسرتی در لبنان بود که در مدت ۵ ساعت تمام بلیط‌های آن به فروش رسید. این کنسرت لغو شد و باعث شد بسیاری از طرفداران راک لبنانی در جاده‌ها لاستیک بسوزانند و خشم خود را نشان دهند.
در طول جنگ داخلی لبنان، نمایش‌های اولیه لیدیا کنعان با نام هنری آنجل از نظر تاریخی به چند دلیل بی‌سابقه بود؛ کار حرفه ای او با به خطر انداختن جان خود برای اجرا در میان حملات نظامی دشمن آغاز شد، کنسرت‌های او به معنای واقعی کلمه در حوالی لبنان برگزار می‌شد که همزمان بمباران می‌شدند. طبق نوشته مجله زنان عرب: "همانند .. . دختری که در میان یک جنگ خونین داخلی بزرگ شده. . . کنعان در حال شکستن موانع ظاهراً غیر قابل عبور بوده. . . او پایهٔ نهادها را تکان داد ".
صحنه موسیقی زیرزمینی پس از پایان جنگ داخلی در سال ۱۹۹۰ در لبنان به جنب‌وجوش افتاد، و با سرکردگی گروه دو نفره راک پاپ Soap Kills به پیش رفت. گروه‌های مختلف راک و آلترناتیو راک مانند میین و مشروع لیلی نیز محبوبیت بیشتری پیدا کرده‌اند. هنرمندان مستقل جدیدی مانند IJK نیز به‌طور فزاینده ای فرایند ضبط و پخش را در غرب و به زبان انگلیسی پی می‌گیرند.

## سازهای لبنان

### لوت
لوت کلمه ای است که از لادن اسپانیایی آمده‌است، که از کلمه عربی العود (به معنی شاخه درخت) آمده‌است. لوت به شکل نیم گلابی با گردن کوتاه برآمده است.

### مجوز
مجوز، که در زبان عربی به معنای «دوتایی» است، ساز بسیار محبوبی است که در موسیقی لبنان استفاده می‌شود و نوعی کلارینت نی است. نواختن این ساز با دمیدن آرام از طریق یک دیافراگم دایره ای در انتها و حرکت انگشتان روی سوراخ‌های جلوی لوله به منظور ایجاد نت‌های مختلف، انجام می‌شود. نوعی دیگر از این ساز که شبیه مجوز است، فلوت نی با انتهای بازی است که به همان سبک نواخته می‌شود و در بین روستاییان کوهستانی لبنان بسیار محبوب است.

### طبله
طبله یک طبل دستی کوچک است که به آن دربوکه نیز می‌گویند. اکثر طبله‌ها تزئین شده هستند و بعضی از آنها دارای چوب، منبت‌کاری کاشی یا استخوان، فلز حکاکی شده یا نقاشی‌هایی با طرح‌های معمول خاور نزدیک هستند. طبله یکی از سازهای کوبه ای است که غشایی از پوست بز یا ماهی بر روی یک طبل گلدان شکل و گردنی پهن کشیده شده‌است. این ساز معمولاً از ظروف سفالی یا فلزی ساخته می‌شود و برای نواختن زیر بازوی چپ یا بین پاها قرار می‌گیرد. برای ایجاد صدای بلند ضربه محکم دست به وسط و برای صدای آرام ضربات به لبه زده می‌شوند.

### بزق
کلمه بزق از ترکی آمده و باشی-بزق، نامی است که به سربازان عثمانی داده شده و به معنای «سر سوخته» یا «ریشه کن» است. بزق که ساز مهمی در کارنامه رهبانی است، ابزاری ترکیبی است که در زمره سازهای کلاسیک موسیقی عربی یا موسیقی ترکی طبقه‌بندی نمی‌شود. با این حال، ممکن است این ساز با ساز باغلاما در ترکیه پیوند داشته باشد. نوازندگان نامدار لبنانی این ساز زکی نسیف، فیلمون وهبی، برادران رحبانی، رومئو لاهود، ولید غلامیه و بوگوس گلالیان هستند.